# Cycas changjiangensis
Cycas changjiangensis es una especie de Cycadopsida del género Cycas, de la familia Cycadaceae, del orden Cycadales.

## Distribución
Cycas changjiangensis se distribuye por China (Hainan).

## Taxonomía
Fue descrita científicamente por N.Liu. Fue publicado por primera vez en N.Liu. In: Acta Phytotax. Sin. 36(6): 552-554, fig. 1. (1998).